# Du må leve
|  | Denne artikel er oprettet af botten PalnaBot ud fra en ekstern database. Den kan derfor have sproglige fejl eller mangler. Denne skabelon kan fjernes efter kontrol af indholdet. |

Du må leve er en film instrueret af Aase Steensen, Kaj M. Mortensen.

## Handling
Teksten er fra Vilhelm Grønbæks essay ATOMBOMBEN, udgivet 1949, og billedsiden som ledsager denne tekst er affotograferinger af de billeder, vi har set og modtaget i vores skoleundervisning. Et associationsgrundlag for vores kultur - for vores indre billeder. Der er billeder og lyd fra TV - det handler om magthavernes spillen med menneskeliv.